# Апостольская префектура Линьтуна
Апостольская префектура Линьтуна (лат. Apostolica Praefectura Lintungensis) — апостольская префектура Римско-Католической церкви с центром в городе Линьтун, Китай. Апостольская префектура Линьтуна распространяет свою юрисдикцию на часть территории автономного региона Внутренняя Монголия. Апостольская префектура Линьтуна подчиняется непосредственно Святому Престолу.

## История
18 мая 1937 года Римский папа Пий XI издал буллу Quo melius, которой учредил апостольскую префектуру Линтона, выделив её из апостольского викариата Сыпина (сегодня - Епархия Сыпина).

## Ординарии апостольской префектуры
- священник Edgar Larochelle (1937 — 1938);
- священник Emilien Massé (1939 — 1943);
- священник Joseph Gustave Roland Prévost Godard (1946 — 1956) - назначен апостольским викарием апостольского викариата Пукальпы;
  - Sede vacante — с 1956 года по настоящее время.

## Источник
- Annuario Pontificio, Libreria Editrice Vaticana, Città del Vaticano, 2003, ISBN 88-209-7422-3
- Булла Quo melius, AAS 29 (1937), стр. 463  (лат.)